# NSU Ro 80
El NSU Ro 80 fue un automóvil de segmento E de tecnología avanzada producido en Alemania Occidental por la empresa NSU Motorenwerke AG desde 1967 hasta 1977.
Lo más notable fue el tren de potencia, un motor Wankel de 995 cc de doble rotor produciendo 113 hp (84 kW, 115 CV) a las ruedas delanteras, mediante una transmisión semiautomática que emplea un innovador sistema de vacío. Fue elegido Coche del Año en 1968 por los escritores de automovilismo europeos. La berlina diseñada por el futuro diseñador jefe de BMW, Claus Luthe, se adelantaba a su época desde todos los puntos de vista.

## Diseño

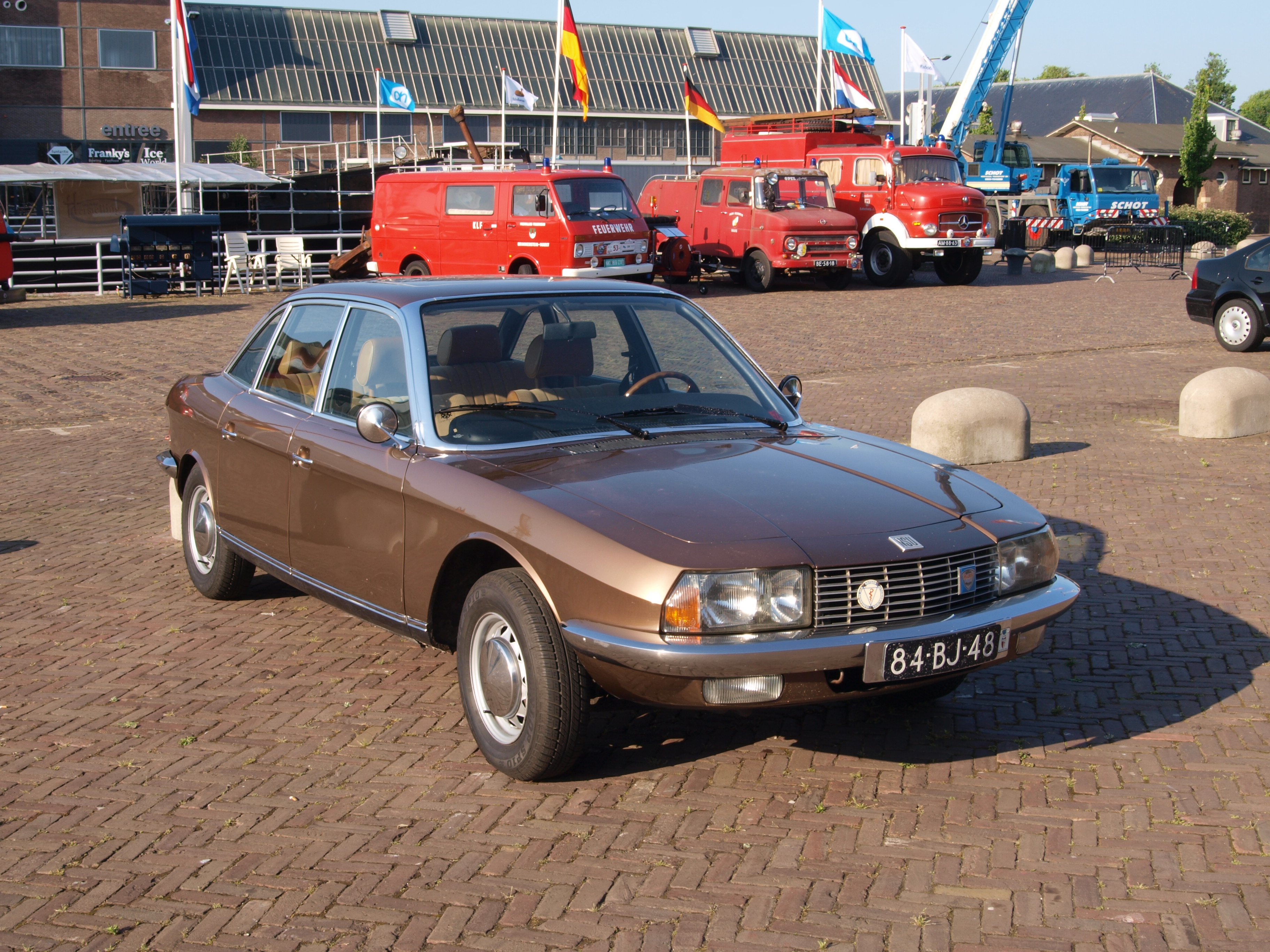
El Ro 80, un diseño super avanzado para su época

El diseño, por Claus Luthe que era el jefe de diseño de la NSU y más tarde BMW, se consideró muy moderno en el momento; el Ro 80 ha sido parte de muchas exposiciones de las galerías de diseño industrial moderno. La gran superficie acristalada presagió diseños de 1970 como los de Citroën. La forma también estaba resbaladiza, con un coeficiente aerodinámico de 0,355 (muy bueno para la época). Esto permitió una velocidad máxima de 180 km/h (112 mph ). De hecho, las comparaciones se han elaborado entre el diseño del Ro80 y la aerodinámica del 1982 Audi 100 construido en la misma fábrica unos 15 años más tarde.

## Los problemas con el motor Wankel

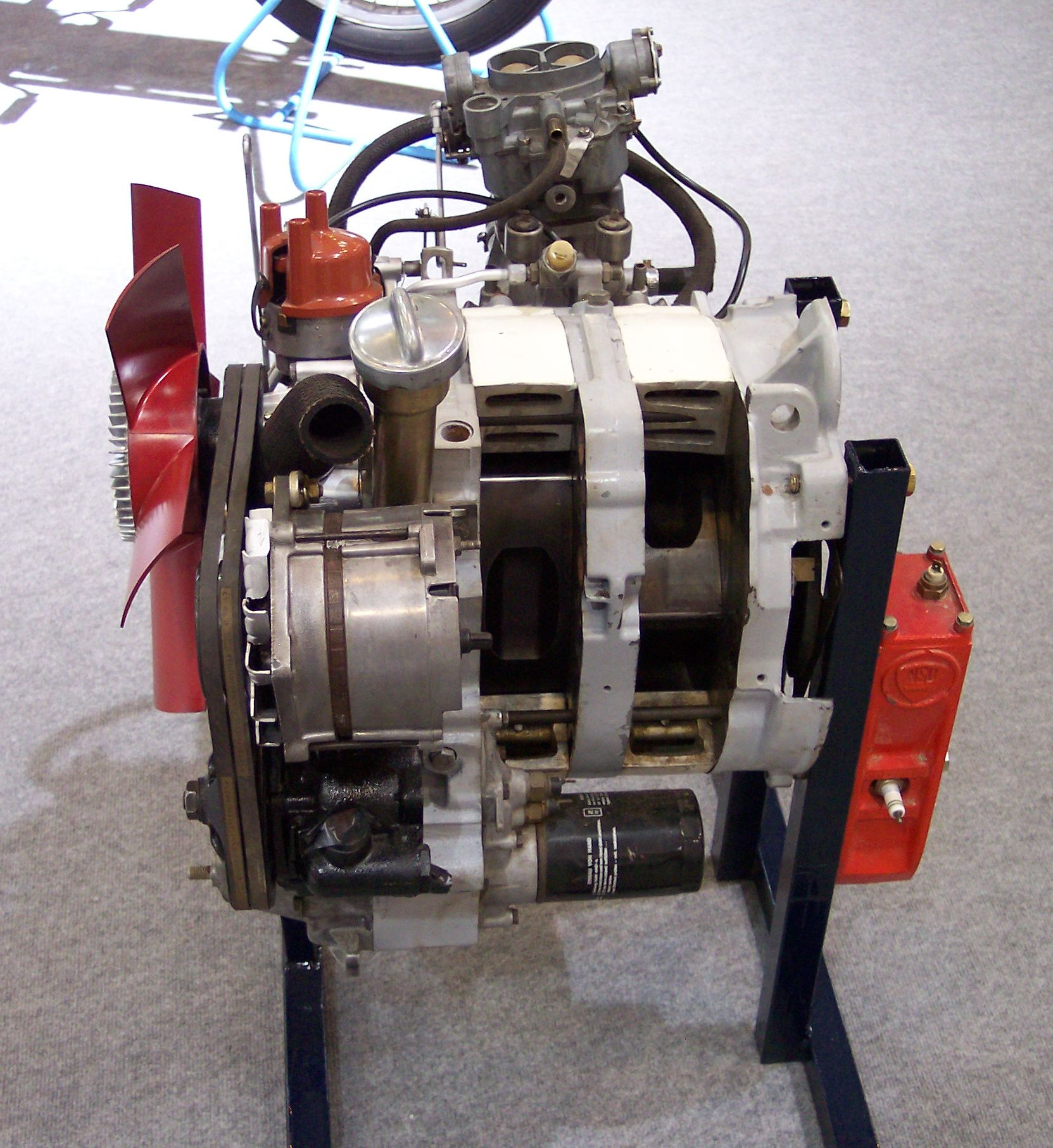
NSU Ro 80

Por desgracia para NSU, el coche se ganó pronto una reputación de poca fiabilidad de la que nunca se libró. En especial, el motor del Ro 80 tuvo defectos de fabricación, entre muchos otros problemas, y en algunos de los primeros automóviles fue necesario reconstruir el motor antes de los 50.000 km  (30.000 millas), con problemas visibles ya a los 24.000 kilómetros (15.000 millas). Los segmentos de vértice de rotor se fabricaron con tres piezas hechas del mismo material; este diseño erróneo hizo que la parte central tuviese un mayor desgaste en los arranques en frío que las piezas de los extremos, con lo que los segmentos de vértice podían amontonarse, permitiendo el paso de la mezcla en ignición a la cámara previa adyacente. Esto se solucionó momentáneamente con un cambio en el diseño del segmento de vértice (Patentado en España por "Automobiles Citroën" en 1973, n.º 0418430, www.oepm.es ) y se resolvió por completo a partir de 1970 empleando la aleación ferrotic (carburo de titanio) en la pieza central del segmento de vértice.
El hecho de que el diseño del motor rotativo del NSU Ro 80 es intrínsecamente gastoso (Normalmente 11.9 l/100km y hasta más de 20 lit/100 km en algunas circunstancias) y una mala comprensión del motor Wankel por los distribuidores y los mecánicos no ayudaron en la situación, ni tampoco el que fuese frecuente tener que desmontar las bujías para limpiarlas, sobre todo en uso en ciudad del Ro 80. A partir del modelo del año 1970, la mayoría de estos problemas de fiabilidad se resolvieron, pero la política de garantía, necesariamente generosa, y el daño a la reputación del coche habían debilitado la situación financiera de la NSU irreparablemente. El cese definitivo de la producción del NSU Ro 80 fue en 1977, pero hacia 1979, Audi desarrolló algún prototipo de un automóvil (Audi 200) con la carrocería del Audi 100 y un motor rotativo Wankel de dos rotores y 750 cc de desplazamiento por cámara (Cilindrada equivalente=3000 cc), una potencia de 170 CV a 6500 r. p. m. y un par motor de 265 Nm a 3300 r. p. m.; este motor KKM 871 tenía las lumbreras de admisión en las caras laterales al estilo Mazda, en vez de las lumbreras periféricas para admisión y escape de los motores Comotor. El Audi con motor Wankel no llegó a fabricarse, quizás por las altas inversiones necesarias para producir el nuevo motor rotativo en gran serie, y a que para la marca no ofrecía una mejora suficiente respecto a los modelos contemporáneos con motor alternativo (Revista Oldtimer Markt, 7/2007).
NSU acabó por desaparecer después de ser absorbida en 1969 por el Grupo Volkswagen, junto con Auto Union GmbH, para convertirse en Audi NSU AG, ya que si no fuera por los problemas de su motor, el Ro 80 hubiera tenido una vida más larga, y NSU todavía seguiría viva.

## Coleccionable

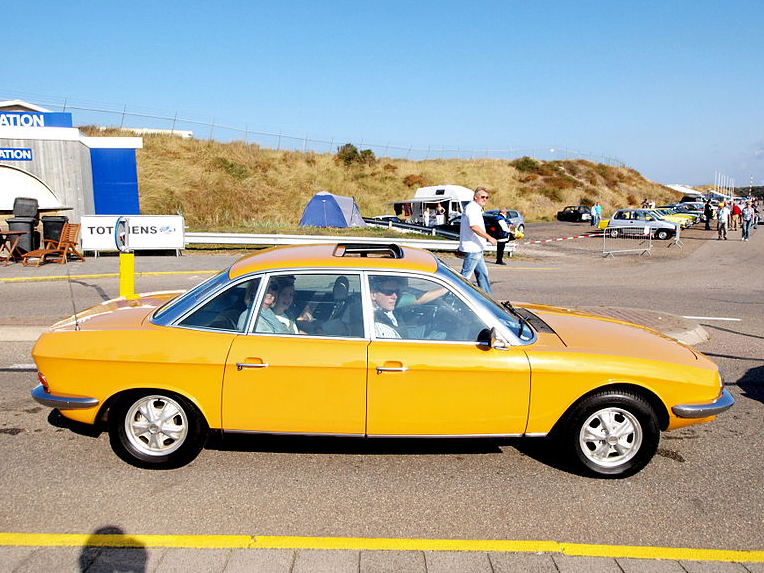
El revolucionario Ro 80, primer coche de serie con motor Wankel

Los Ro 80s de segunda mano carecían de valor en la década de 1970 debido a los problemas bien publicitados con el motor, y una común «cura» para un motor rotativo enfermo era simplemente cambiarlo con un motor Ford Essex V4 (como el de los Transits de primera generación), ya que fue uno de los pocos motores lo suficientemente compacto para caber en el compartimiento del motor del Ro 80. Así, en un giro irónico, uno de los motores más suaves en el mundo fue sustituido por uno de los más rudos. La impopularidad del NSU debida a los problemas antedichos significa que los ejemplares que sobreviven son muy raros, y ahora se consideran coches clásicos apreciados con precios acordes, en particular gracias a la perseverancia de Mazda con un diseño rotativo, el problema de los segmentos del rotor ha sido erradicado.

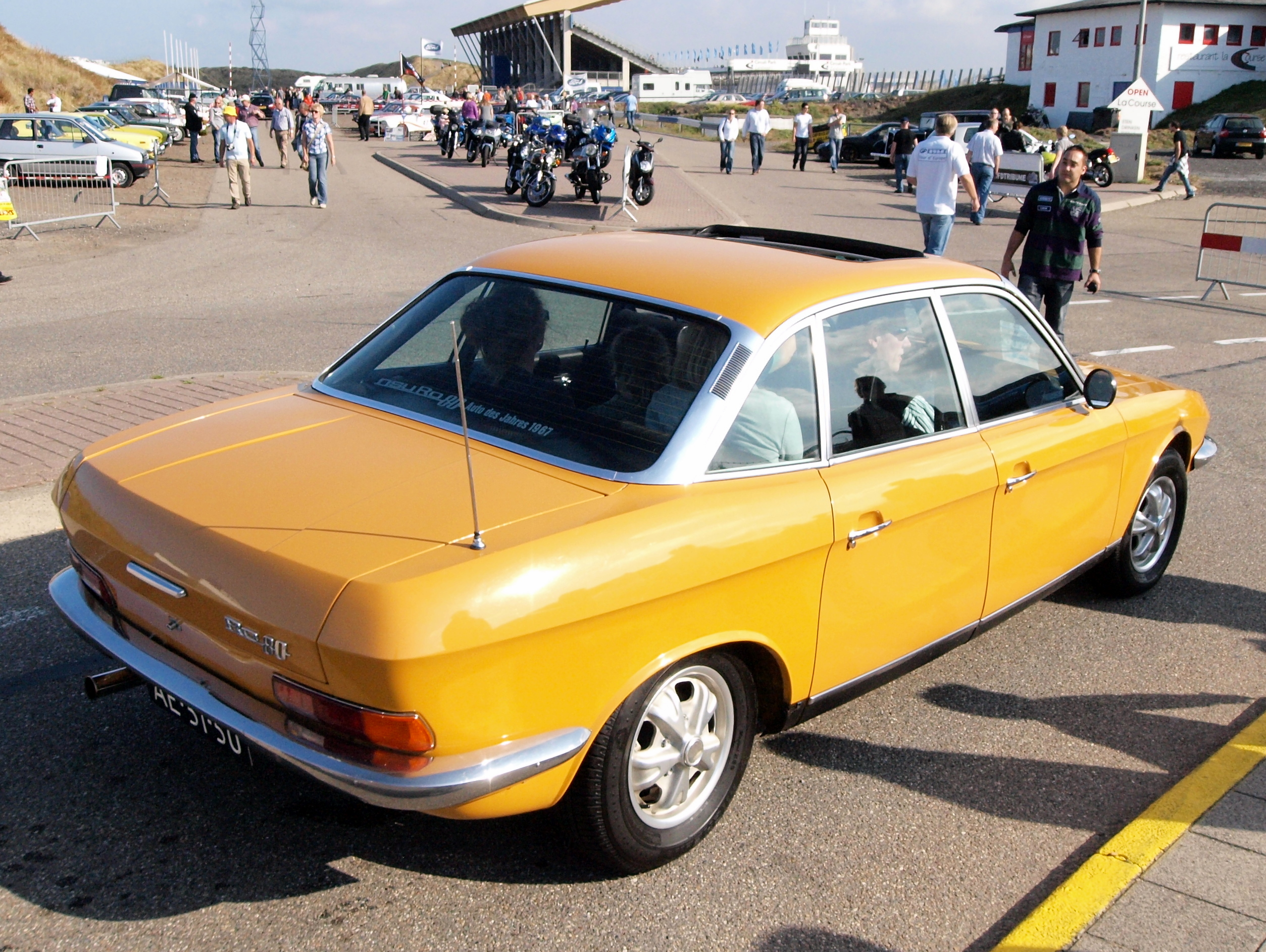
Líneas claras y vanguardistas hubieran podido ser de un proyecto de los años noventa

El tiempo ha demostrado que los experimentos del motor rotativo no deben ser motivo de crítica, ya que gracias a la red de especialistas que completaron el trabajo iniciado en el NSU Ro 80, hoy en día puede ser más fiable. De todos modos, este progreso llegó demasiado tarde para la marca cuyo buque insignia se convirtió en objeto de burla en la industria del motor.
Cuando funcionaba era una máquina fantástica y ágil que mostraba años adelantada a su tiempo: el Ro 80 además incorporaba mejoras tecnológicas como transmisión semiautomática y una aerodinámica de primera clase.